# لغة التصميم
لغة التصميم أو تصميم المفردات هي المخطط أو النمط الشامل الذي يوجه تصميم المنتجات أو الأعمال المعمارية. المصممون الذين يرغبون في إعطاء سلسلة منتجاتهم مظهر فريد من نوعه ومتناسق الشكل والمظهر عليهم تحديد لغة تصميم خاصة بها، والتي يمكن أن تصف خيارات جوانب التصميم مثل المواد، والألوان، والأشكال، والأنماط، والقوام، أو التخطيطات، ثم بعد ذلك يقومون باتباع هذا المخطط في تصميم كل عنصر أو منتج من سلسلة منتجاتهم.
عادة، لغات التصميم ليست محددة تحديدا صارما؛ ولكن المصمم ببساطة يصنع شيئا بطريقة مماثلة للآخر. في حالات أخرى، تتبع هذه اللغات بشكل صارم ودقيق، بحيث تكسب المنتجات جودة موضوعية قوية. على سبيل المثال، على الرغم من أن هناك مجموعة كبيرة ومتنوعة من تصاميم مجموعات الشطرنج، القطع ضمن مجموعة واحد عادة ما تكون متسقة.
في بعض الأحيان، المصممين يشجعون الآخرين على اتباع لغات التصميم الخاصة بهم في التزيين واختيار الكماليات. في سياق واجهات المستخدم الرسومية ، على سبيل المثال، (human interface guidelines) يمكن أن تعتبر كلغات تصميم للتطبيقات.
في السيارات، لغة التصميم في كثير من الأحيان تكمن في تصميم مصبع السيارة. على سبيل المثال، العديد من سيارات  تشترك في لغة التصميم، بما في ذلك الواجهة الأمامية للتصميم، والذي يتكون من كلية مقسمة، وأربعة من المصابيح الأمامية الدائرية. بعض الشركات المصنعة قد استوحت لغات التصميم من بعض الشركات المنافسة.

## البرمجيات
في هندسة البرمجيات، لغات التصميم ترتبط بلغات وصف العمارة. أكثر لغات التصميم شهرة هي لغة النمذجة الموحدة (Unified Modeling Language).[بحاجة لمصدر]